# 科蒙加里省
科蒙加里省（法語：Komondjari）是布基納法索東部大區北部的一個省，面積5,048平方公里。2006年人口80,047人。首府加耶里。
本區下轄三縣。